# Autorità nazionale designata
Con Designated National Authority (in breve DNA) si definisce una struttura nominata dai Paesi aderenti al Protocollo di Kyoto per supervisionare le attività relative alla riduzione delle emissioni di anidride carbonica ed in particolare all'approvazione dei progetti presentati ed abilitati all'ottenimento dei crediti CER (Certified Emission Reduction).

## Generalità
Nell'ambito del Protocollo di Kyōto, uno dei meccanismi flessibili previsti è il cosiddetto Meccanismo di sviluppo pulito (in inglese Clean Development Mechanism o CDM), che consente ad imprese di paesi con vincoli di emissione di impiantare le proprie attività in paesi in via di sviluppo, per i quali non ci sono vincoli, limitando comunque l'emissione di gas serra; questo consente di ricevere dei CER pari alla differenza tra le emissioni reali e quelle che si sarebbero avute senza accorgimenti limitanti, in misura di un CER per ogni tonnellata di anidride carbonica.
Compito della Designated National Authority è quello di ricevere i progetti delle aziende interessate e di esaminarne l'adeguatezza per l'ammissibilità al conseguimento dei CER.

## Storia
L'istituzione delle Designated National Authorities è stata stabilita in una conferenza tenutasi a Montréal dal 28 novembre al 10 dicembre 2005 (decisione 3/CMP.1 paragrafo 29).
Al luglio 2008 oltre 130 Paesi, oltre all'Unione europea, hanno provveduto alla designazione della propria DNA.
Per quanto riguarda i paesi di lingua italiana le autorità designate sono:
- Italia: Dipartimento per l'ambiente globale e per le Convenzioni internazionali e regionali del Ministero dell'Ambiente e della Tutela del Territorio e del Mare
- Svizzera: Unità climatica dell'Ufficio Federale dell'Ambiente.